# Edifici al raval de Santa Anna, 60
L'Edifici al raval de santa Anna, 60, és un habitatge del municipi de Reus (Baix Camp) inclòs a l'Inventari del Patrimoni Arquitectònic de Catalunya com a Bé Cultural d'Interès Local.

## Descripció
És un edifici entre mitgeres, que consta de planta baixa, tres pisos i terrat. La composició i distribució d'elements es repeteix en els tres pisos: balcó corregut, obertures balconeres allindanades que presenten una ornamentació floral a la llinda, i els buits entre pilastres tenen una simulació de coronament en la cornisa. Les pilastres embegudes contenen esgrafiats del regne vegetal i imaginari, amb una composició aplegada, rítmica i simètrica de gran bellesa de forma. El coronament es caracteritza per presentar una motllura i sanefa amb relleus onejants. Aquest ornament és repetitiu en totes les pilastres embegudes. Cal destacar uns petits paraments d'obra vista on la façana s'ajunta a la casa veïna. És molt interessant el treball de forja dels balcons. El material de construcció és pedra artificial i la fusteria de fusta.